# Tapinella panuoides
Tapinella panuoides es una especie de hongo de la familia Tapinellaceae. 
La atromentina es un compuesto fenólico. En T. panuoides se han caracterizado las primeras enzimas de la biosíntesis de atromentina.
A pesar de su agradable sabor, la especie es venenosa.